# Калиберда, Иван Афанасьевич
Иван Афанасьевич Калиберда (при рождении Келеберда; 21 мая 1920, Великий Бурлук, УНР — 25 мая 2020, Львов, Украина) — советский офицер, участник Великой Отечественной войны, Герой Советского Союза (1943), генерал-майор юстиции в отставке (Украина, 2008).
В 2020 году был предпоследним Героем Советского Союза, получившим это высокое звание в годы Великой Отечественной войны, жившим на Украине.

## Биография

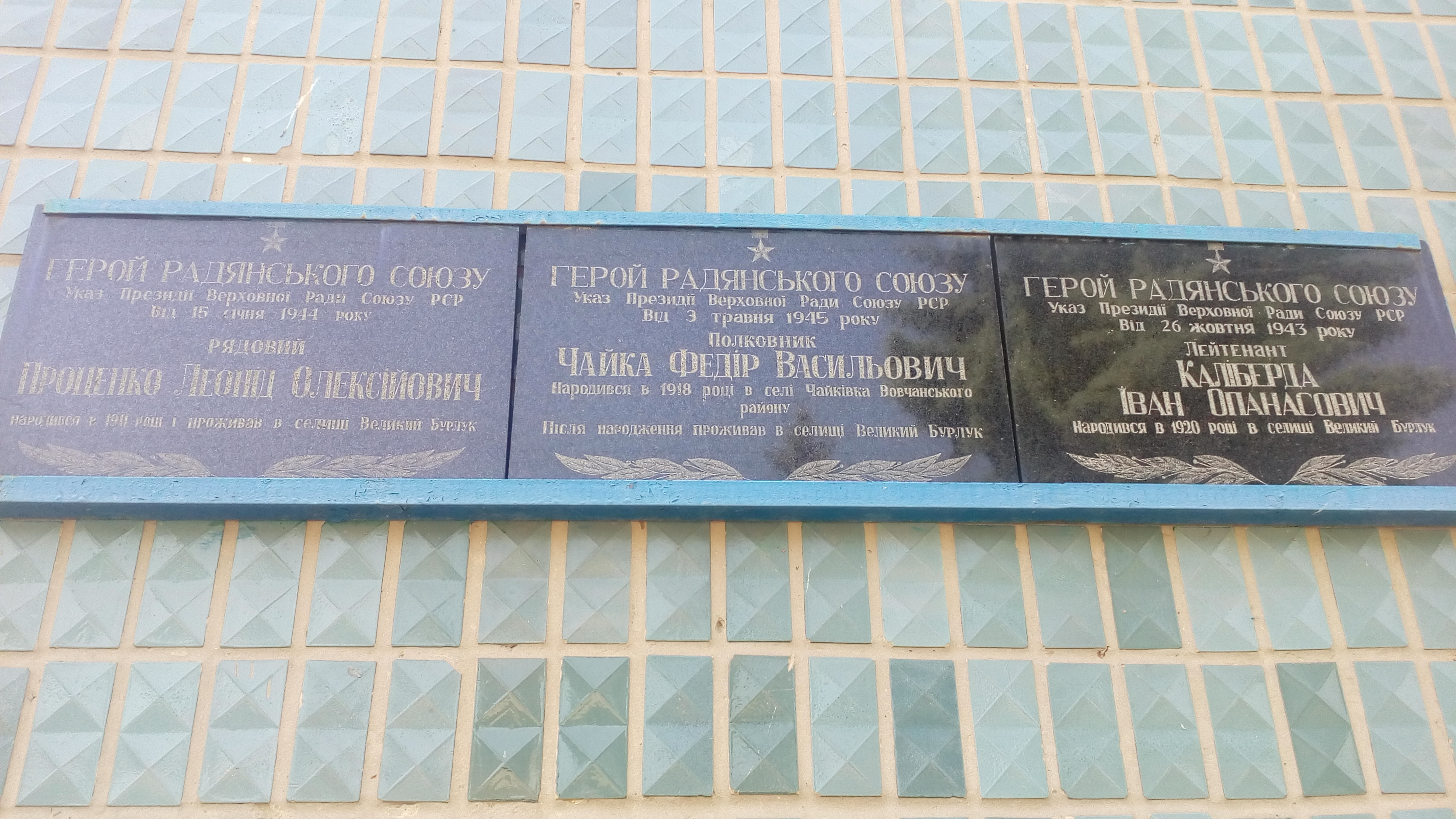
Мемориальная доска в Великом Бурлуке

Родился в селе Великий Бурлук Великобурлукской волости Харьковской области в многодетной семье, украинец.
Член ВКП(б) с 1943 года. В 1939 году окончил среднюю школу, в 1942 — Ленинградское военно-инженерное училище. После окончания училища командовал учебным взводом и сапёрной ротой 20-й саперной бригады 7-й саперной армии Приволжского военного округа, затем находился в резерве офицерского состава при 28-й армии Юго-Западного фронта.
Участник Великой Отечественной войны с июля 1942 года; участвовал в Сталинградской битве, битве на Курской дуге, форсировании Днепра, освобождении Украины, Польши, Венгрии, Румынии и Чехословакии.
В 1943 году лейтенант, командир понтонного взвода 6-го отдельного моторизованного понтонно-мостового батальона 7-й гвардейской армии 2-го Украинского фронта возглавил первый десант через Днепр в районе сёл Переволочна и Солошино южнее Кременчуга (ныне Кобелякского района Полтавской области). Под сильным огнём противника подразделение успешно форсировало реку. Указом Президиума Верховного Совета от 26 октября 1943 года «За геройский подвиг, проявленный при форсировании реки Днепр, прочное закрепление и расширение плацдарма на западном берегу реки Днепр» был удостоен звания Героя Советского Союза. В этом бою лейтенант Калиберда получил тяжёлое сквозное пулевое ранение грудной клетки.

Красноармейская газета 2-го Украинского фронта «Суворовский натиск» № 257 за 1943 год в заметке фронтового корреспондента «Под ливнем огня» писала: 

«Командир вызвал лейтенанта Ивана Калиберда и сказал: „Вы командир первого десанта. Вам надо первыми переправиться на правый берег“. Лейтенант коротко ответил: „Есть, будет выполнено!“ Ливень огня обрушивался на первый паром, но он шёл по намеченному курсу. И достиг берега. Только не довелось ступить на правый берег командиру десанта. Его боевые друзья, вступив на правобережье, похоронили тело своего командира на заветном берегу. Героя нет в живых […]».

 В тяжёлом состоянии командира переправили на левый берег в госпиталь, но он выжил.
Вернувшись в строй, командовал взводом, а позже ротой в инженерных частях. После войны в 1954 году окончил Военно-юридическую академию Советской Армии по специальности военного юриста. С 1955 года проходил службу в Прикарпатском военном округе в должности помощника военного прокурора округа по спецделам. Уволен в запас из Советской Армии в 1969 году.
После увольнения из рядов Советской Армии работал начальником Музея истории войск Прикарпатского военного округа, преподавателем начальной военной подготовки в средней школе № 34 Львова, начальником отдела кадров Научной библиотеки им. В. Стефаника Академии наук Украины. Общий боевой и трудовой стаж более 55 лет. За активную работу по военно-патриотическому и интернациональному воспитанию молодёжи в 1984 году награждён Грамотой Президиума Верховного Совета Украинской ССР.
Пенсионер, вёл активную воспитательно-патриотическую работу, жил во Львове. Указом Президента Украины от 5 мая 2008 года ему было присвоено звание генерал-майора Вооружённых Сил Украины.
В мае 2010 года был одним из двух Героев Советского Союза в составе украинской делегации ветеранов Великой Отечественной войны, которая посетила 9 мая парад на Красной площади (г. Москва), посвящённый 65-й годовщине Победы в Великой Отечественной войне. В мае 2015 года присутствовал на Параде Победы и торжественных мероприятиях в Москве по случаю 70-летия Победы.
Скончался в военном госпитале Львова 25 мая 2020 года, через 4 дня после своего 100-летнего юбилея.

## Семья
- Жена — Калиберда (Можаровская) Ольга Александровна (1921—2012).
- Сыновья: Калиберда Анатолий Иванович (род. 1947) и Калиберда Сергей Иванович (род. 1953)[3].
- Имел внучку, трёх внуков и правнуков.

## Награды и звания
Награды СССР
- Звание Герой Советского Союза. Указ Президиума Верховного Совета СССР от 26 октября 1943 года:
  - Медаль «Золотая Звезда» № 1330,
  - Орден Ленина.
- Орден Отечественной войны I степени. Указ Президиума Верховного Совета СССР от 11 марта 1985 года.
- Орден Красной Звезды. Приказ Военного совета 7 гвардейской армии № 249/н от 30 августа 1943 года.
- Орден Красной Звезды. Указ Президиума Верховного Совета СССР от 1954 года.
- Медаль «За боевые заслуги».
- Медаль «За оборону Сталинграда». Указ Президиума Верховного Совета СССР от 22 декабря 1942 года.
- Медаль «За победу над Германией в Великой Отечественной войне 1941—1945 гг.». Указ Президиума Верховного Совета СССР от 9 мая 1945 года.
- Медаль «За освоение целинных земель». Указ Президиума Верховного Совета СССР от 20 октября 1956 года.
- Медаль «За безупречную службу» I степени.
- Другие медали СССР.

Награды Украины
- Орден Богдана Хмельницкого II степени.
- Орден Богдана Хмельницкого III степени. Указ Президента Украины № 1329/99 от 14 октября 1999 года.
- Медаль «Защитнику Отечества». Указ Президента Украины № 1329/99 от 14 октября 1999 года.

### Почётные звания
- Почётный гражданин пгт Великий Бурлук.
- Почётный солдат 703-го инженерного полка Вооруженных Сил Украины (г. Самбор).
- Почётный работник Прокуратуры Украины.
- Выдающийся юрист Украины. Почётное звание союза юристов Украины.